# Johannes Stephanus Strümphler

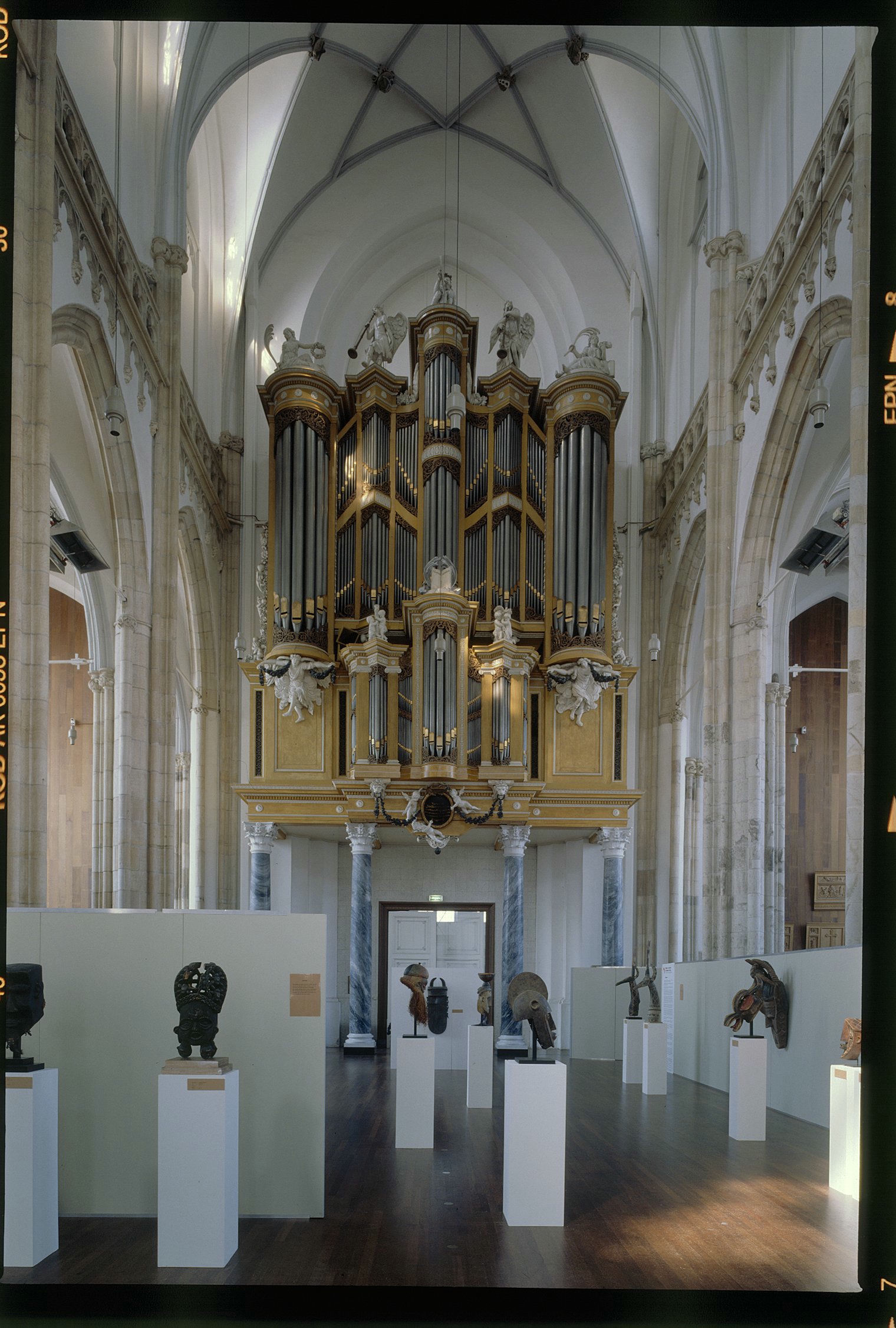
Het Strümphlerorgel in de Sint-Eusebiuskerk in Arnhem

Johannes Stephanus Strümphler (Lippstadt, 19 oktober 1736 - Amsterdam, 3 augustus 1807) was een Nederlandse orgelbouwer van Duitse afkomst.

## Leven en werk
Strümphler behoorde tot de Lutherse Kerk en trouwde in 1773 te Amsterdam met Apolonia Modesta Marlof. Hij woonde in die jaren op de Rozengracht en bouwde verschillende kleine en middelgrote kerkorgels, onder andere dat van de Lutherse Kerk te Weesp, en te Amsterdam de orgels van de rooms-katholieke schuilkerk "De Boom" en de doopsgezinde kerken "Bij het Lam" en "Bij de Toren". Het orgel van de Hersteld Evangelisch-Lutherse Kerk aan de Kloveniersburgwal in Amsterdam was het grootste dat Strümphler ooit bouwde en geldt als de kroon op zijn oeuvre. Hij heeft het orgel in onderhoud gehad tot aan zijn dood. Het staat sinds 1962 in de Sint-Eusebiuskerk in Arnhem. Verder maakte hij een groot aantal huis- en kabinetorgels.
Hij stierf op 3 augustus 1807 in zijn woning aan de Egelantiersgracht en werd op 7 augustus begraven in de Oude Lutherse Kerk aan het Spui.

## Naam
De naam Strümphler wordt ook als Strumphler geschreven. In 1775 maakte Strümphler een testament op. Hij woonde toen al in Amsterdam en tekende dit document voluit met de naam Johannes Stephanus Strümphler. Aanvankelijk gebruikte hij de umlaut nog, maar later verving hij deze door een komma en nog later liet hij die ook weg. Zijn kinderen en ook zijn tijdgenoten gebruikten nooit de umlaut.

## Strümphlerorgels
De orgels in onderstaande kerken zijn van Strümphlers hand:
- Remonstrantse Kerk te Alkmaar
- Noordeinder Vermaning, doopsgezinde kerk in Noordeinde, bij Graft, NH
- De Zon te Amsterdam
- Het Lam te Amsterdam
- Hersteld Evangelisch-Lutherse Kerk te Amsterdam, in 1961/62 verplaatst naar de Grote of Eusebiuskerk te Arnhem
- Amstelhof (H'ART Museum) te Amsterdam, balustradeorgel van J.S. Strümphler en Jan Jacob Vool
- Grote of Onze-Lieve-Vrouwekerk, kabinetorgel te Breda
- Doopsgezinde Kerk te Graft
- Evangelisch Lutherse Kerk te 's-Hertogenbosch
- Doopsgezinde kerk te Leeuwarden
- 't Kerkhuys te Spanbroek
- Geertekerk te Utrecht
- Maarten Lutherkerk te Weesp
- Hervormde kerk te Lexmond

Naast bovengenoemde Strümphlerorgels zijn er orgels die gedeeltelijk van zijn hand zijn, bijvoorbeeld het orgel van de Gereformeerde Kerk (vrijgemaakt) te Harlingen uit 2007, waarin de orgelbouwer Van Vulpen delen van een Strümphlerorgel uit 1794 verwerkte.

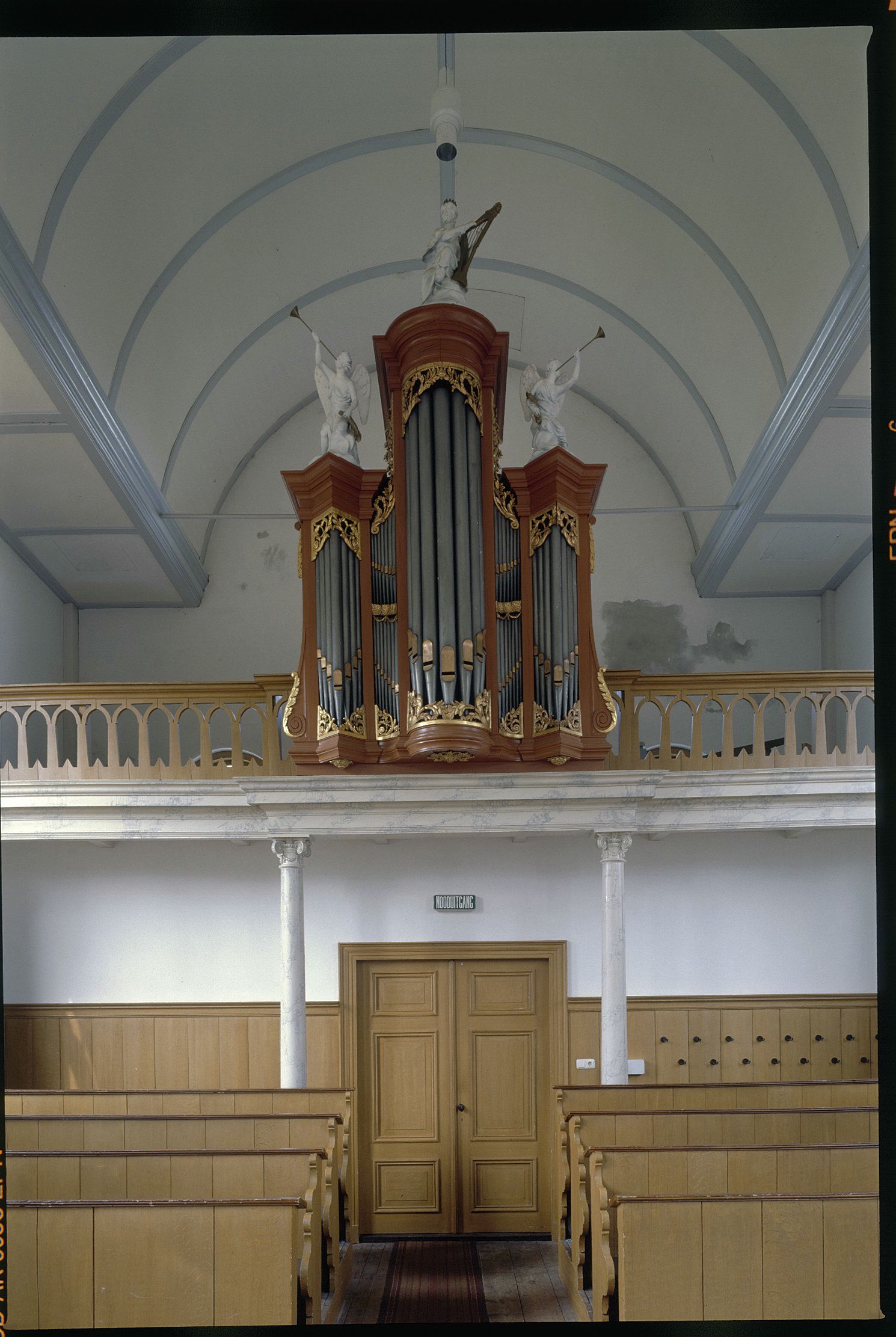
Strümphler-orgel uit 1793 in de Noordeinder Vermaning
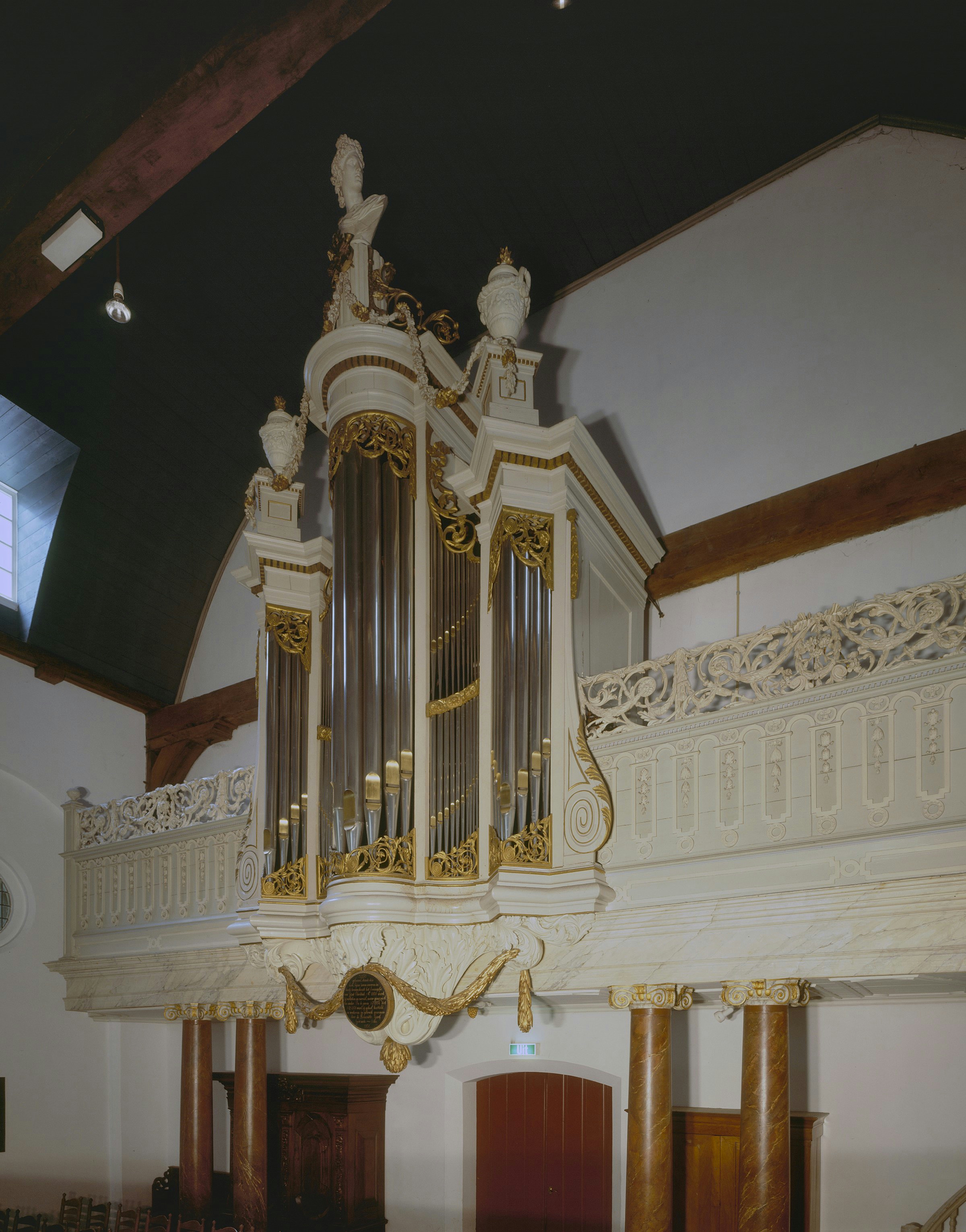
Strümphler-orgel uit 1803 in de Geertekerk te Utrecht, in 1956 overgebracht vanuit de Doopsgezinde kerk in De Rijp
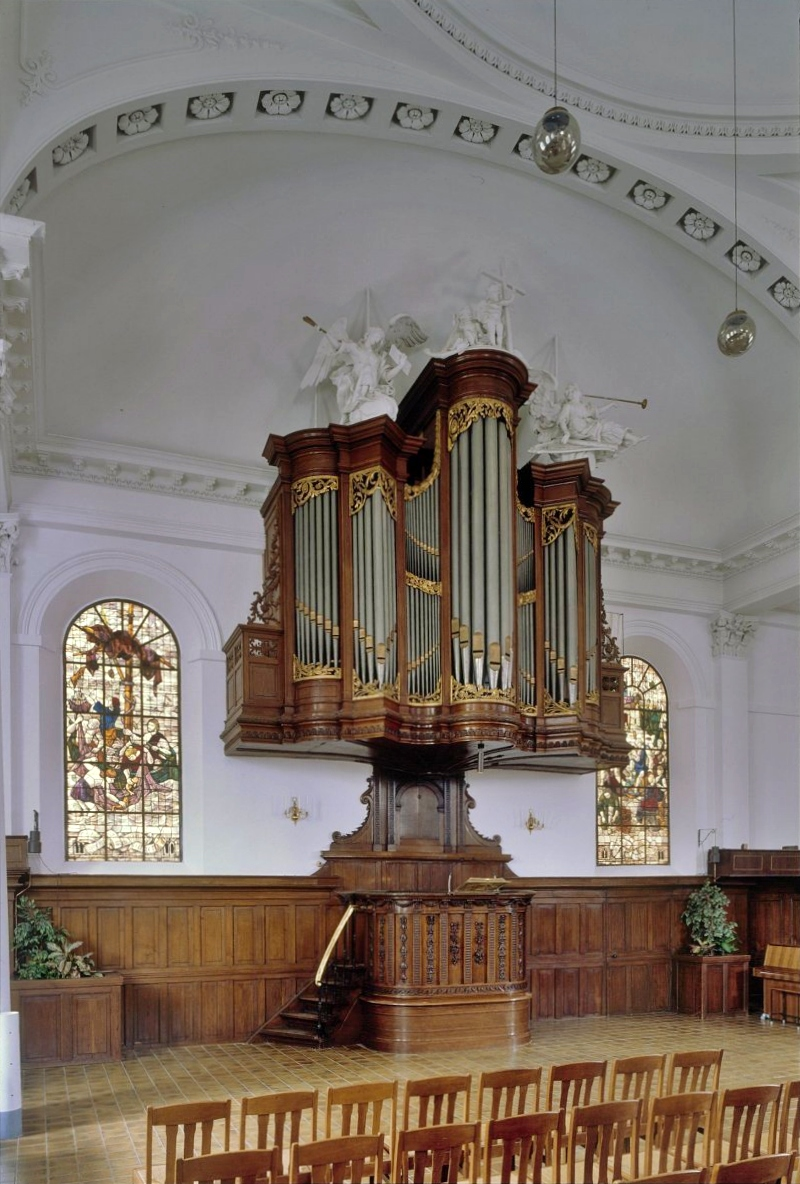
Strümphler-orgel in de Doopsgezinde kerk (Leeuwarden), afkomstig uit de doopsgezinde kerk "De Zon" in Amsterdam
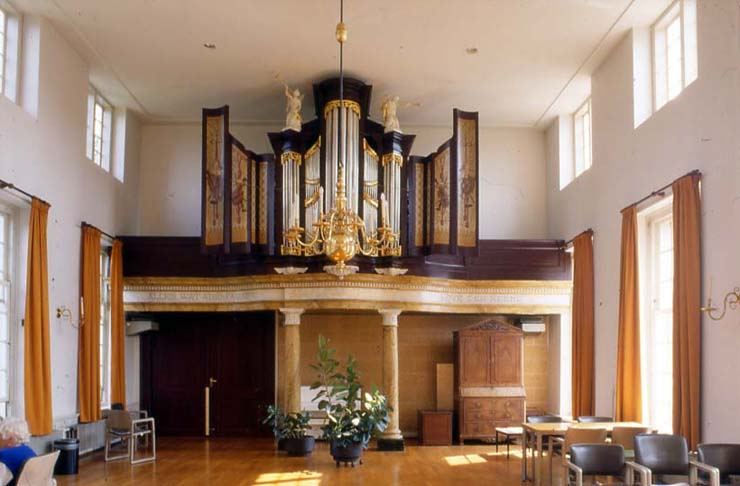
Strümphler/Vool-orgel in de Amstelhof in Amsterdam

Jürgen Ahrend · Johann Bätz · Heinrich Andreas Contius · Familie Gilman · Friedrich Fleiter · Carl Frei · Heinrich Hermann Freytag · Joseph Gabler · Rudolf Garrels · Gottfried Silbermann · Gerhard Grenzing · Albertus Antoni Hinsz · Bartelt Immer · Hans Henny Jahnn · Ludwig König · Hinrich Just Müller · Christian Müller · Carl Friedrich August Naber · Paul Peuerl · Georg Heinrich Quellhorst · Joachim Richborn · Arnold Rohlfs · Conradus Ruprecht II · A. Ruth und Sohn · Wilhelm Rütter · Arp Schnitger · Hans Wolff Schonat · Ernst Seifert · Andreas Silbermann · Friedrich Stellwagen · Johannes Stephanus Strümphler · Hans Suys · Johannes Wilhelmus Timpe · Welte-Mignon · Johann Friedrich Wenthin · Christian Gottlieb Friedrich Witte
Adema · Gebroeders Van der Aa · Jacobus Armbrost · Bakker & Timmenga · Johann Bätz · Jonathan Bätz · Joseph Binvignat · Sander Booij · Martin Butter · Van Dam · Matthijs van Deventer · Geert Pieters Dik · Johannes Duyschot · Roelof Barentszn Duyschot · Bernhardt Edskes · Marten Eertman · Gerardus Elberink · Elbertse · Antoon van Elen · Flentrop · Dirk Flentrop · Heinrich Hermann Freytag · Rudolf Garrels · Justus Geerkens · Pieter Geerkens · Gradussen · Albertus van Gruisen · Willem van Gruisen · Nicolaas van Hagen · Willem Hardorff · Hendrik Hermanus Hess · Jan van den Heuvel · Jan Adolf Hillebrand · Albertus Antoni Hinsz · Bernard Petrus van Hirtum · Nicolaas van Hirtum · Cornelis Hoornbeek · Klop Orgels & Klavecimbels · Hermanus Knipscheer · Johan Frederik Kruse · Ernst Leeflang · Lohman · Jan van Loo · Michaël Maarschalkerweerd · Pieter Maarschalkerweerd · Abraham Meere · Roelf Meijer · Michaël Mercator · Carl Friedrich August Naber · Familie Niehoff · Cornelis van Oeckelen · Petrus van Oeckelen · Detlef Onderhorst · Pels & Van Leeuwen · Pereboom & Leijser · Elbert Pluer · Radersma · Joachim Reichner  · Reil · Cornelis Rogier · Mense Ruiter · Conradus Ruprecht II · Hans Wolff Schonat · Franciscus Cornelius Smits · Frans Casper Snitger · Johannes Stephanus Strümphler · Johannes Wilhelmus Timpe · Valckx & Van Kouteren · Kam & Van der Meulen · Henk Veeningen · Matthijs Verhofstadt · Vermeulen · Verschueren · Johannes Vollebregt · Jacobus Vollebregt · Van Vulpen · Christian Gottlieb Friedrich Witte · Johan Frederik Witte · Lodewijk Ypma · Jacobus Zeemans
Zuid-Nederlands orgelbouwer (voor 1830)